# Charlotte Rampling
Tessa Charlotte Rampling, OBE (přechýleně Ramplingová; * 5. únor 1946, Sturmer, Velká Británie) je britská herečka.

## Počátky
Narodila se ve Sturmeru ve Velké Británii do rodiny malířky Isabel Anne a olympijského vítěze v běhu Godfreyho Ramplinga. Navštěvovala školu ve Versailles, absolvovala také St. Hilda's School a školu v Bushey. Měla sestru Sarah, která ve 23 letech spáchala sebevraždu.

## Kariéra
Před kamerou se poprvé objevila v roce 1965 ve filmu Fortel, a jak ho získat. Českým divákům pak může být známa z velké spousty úspěšných celovečerních filmů. K těm nejznámějším patří snímky jako Bez slitování, Soumrak bohů, Vzpomínky na hvězdný prach, Ať žije život, Křídla vášně, Melancholia, nebo Vévodkyně.
Objevila se také v jedné z hlavních rolích seriálu Dexter.
V mládí se věnovala hraní v reklamách a modelingu.

## Ocenění
Za roli v televizním filmu Restless byla nominována na cenu Emmy. Za svou kariéru byla nominována na 29 ocenění, 11 jich získala.
Je držitelkou Řádu britského impéria.

## Osobní život
Byla dvakrát vdaná (z toho jednou za skladatele Jean-Michela Jarreho). Má syny Barnabyho a Davida.

## Vybraná filmografie

### Filmy
- 1965 - Fortel, a jak ho získat
- 1966 - Dívka Gregory
- 1967 - Dlouhý souboj
- 1968 - Bez slitování
- 1969 - Soumrak bohů
- 1972 - Jindřich VIII. a jeho šest žen
- 1973 - Giordano Bruno
- 1974 - Zardoz
- 1977 - Orka zabiják
- 1980 - Vzpomínky na hvězdný prach
- 1982 - Rozsudek
- 1984 - Ať žije život
- 1986 - Max, má láska
- 1987 - Maškara
- 1988 - Hlásím svoji smrt
- 1993 - Mezi kladivem a kovadlinou
- 1997 - Křídla vášně
- 1999 - Višňový sad
- 2000 - Znamení a zázraky, Pod pískem, Aberdeen
- 2001 - Ve znamení ohně, Spy game, Čtvrtý anděl
- 2002 - Líbejte se, s kým je libo
- 2003 - Promlčení, Pomsta bratra, Bazén
- 2004 - Prokletí bohů, Klíče od domu
- 2005 - Lumík, Cesta na jih
- 2006 - Základní instinkt 2, Dvakrát za život
- 2007 - Chaotická Ana
- 2008 - Vévodkyně, Podvod, Babylon A.D.
- 2009 - Život za časů války, Za všechno může má matka, Herečky na scénu!
- 2010 - Neopouštěj mě
- 2011 - Mlýn a kříž, Melancholia
- 2012 - Já, Anna
- 2013 - Jen 17, Moře
- 2015 - 45 Years
- 2016 - Assassin's Creed
- 2017 - The Sense of an Ending
- 2017 - Hannah
- 2018 - Red Sparrow
- 2021 - Benedetta
- 2021 - Duna

### Televizní filmy
- 1976 - Sherlock Holmes v New Yorku
- 2003 - Augustus, první císař římský
- 2010 - Obávané místo
- 2012 - Restless

### Televizní seriály
- 2006 - Dexter
- 2015 - Broadchurch